# 嚴念
嚴念（越南语：／；？—？），原名嚴恕（／），阮朝舉人、官員。

## 生平
嚴念，原名嚴恕，後改爲今名，懷安縣和舍人，嗣德二十年（1867年）在河內場考中丁卯科舉人。
後任布政使。

## 家庭
- 孫嚴珠慧，阮朝舉人、官員[3]
- 孫嚴琯聰，阮朝官員
- 孫嚴環戀，阮朝官員